# Gertruda Veliká

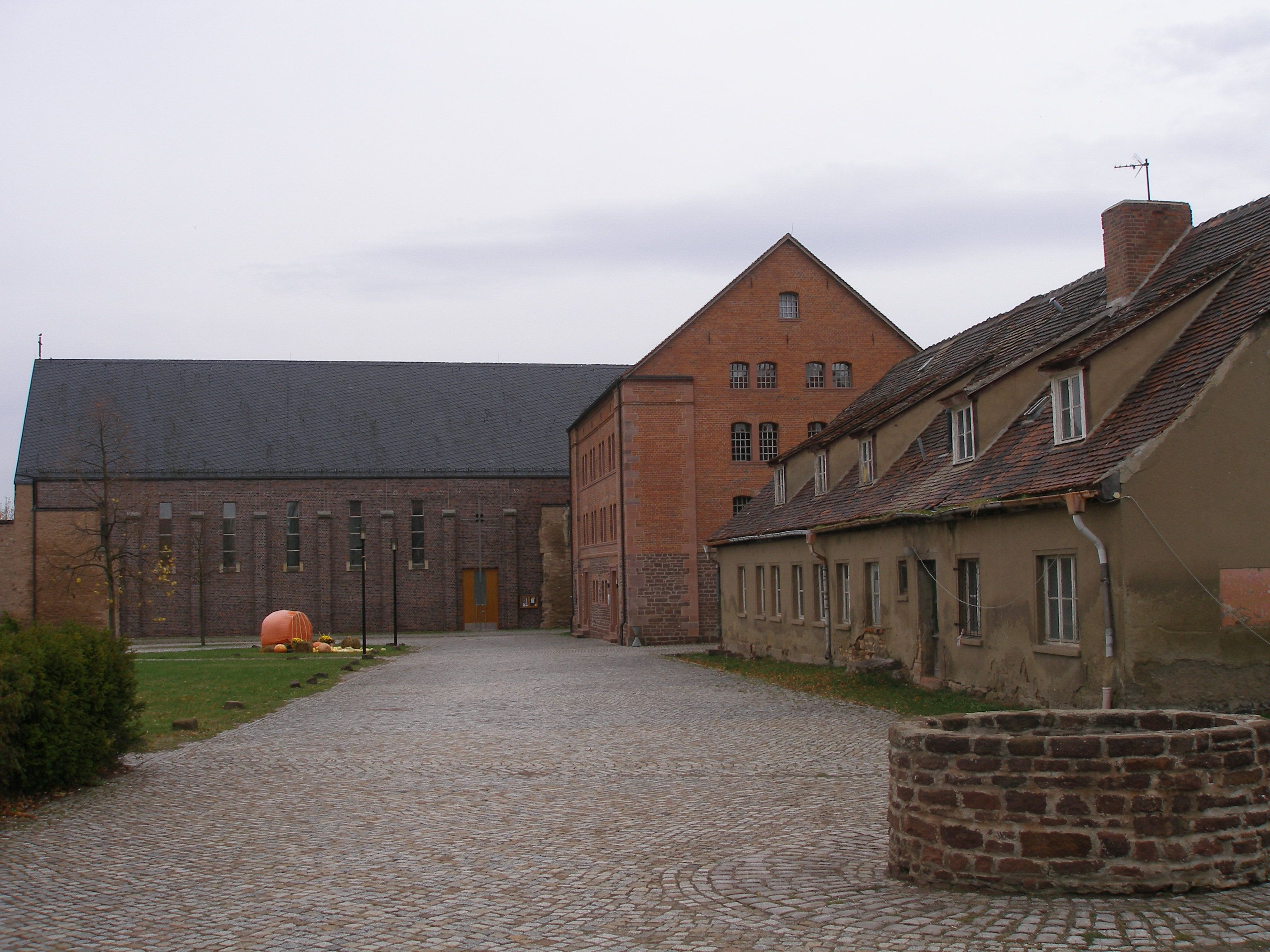
Klášter v Helftě

Svatá Gertruda Veliká, též Gertruda z Helfty (6. ledna 1256 – 17. listopadu 1301 nebo 1302), byla řeholnice benediktinské řehole v klášteře Helfta v Eisleben, mystička a vizionářka. Její duchovní spisy přispěly k ustavení kultu Lásky Nejsvětějšího Srdce Páně. Je patronkou Tarragony a Peru.

## Život
Gertruda od svých pěti let žila v klášteře v Helftě. Duchovními učitelkou jí byla abatyše Gertruda z Hackebornu a její rodná[zdroj?] sestra svatá Mechtilda. Osvojila si vynikající znalost latiny a nevšedně široké vzdělání.[zdroj?]
V roce 1281 měla své první vidění. Pod jeho vlivem se cele upnula k Bohu a začala usilovat o dokonalost ve svém náboženském životě. Měla různé mystické zážitky, včetně vidění Ježíše, který ji vyzval, aby položila hlavu na jeho prsa, aby slyšela bít jeho srdce. Obsah svých zjevení zapsala v čtyřdílné knize Poselství Božské Lásky.
Gertrudin duchovní život se soustřeďoval kolem liturgie a většina jejích duchovních extází se odehrávala během mše svaté. Její spiritualita byla jako u svatého Bernarda převážně kristocentrická, chovala velkou úctu k eucharistii, ke Kristovu utrpení a k ráně v jeho boku. Mezi lety 1261 a 1302 napsala knihu „Posel božské lásky“ a svou nejslavnější knihu „Duchovní exercicie“.
Nikdy nebyla prohlášena za svatou, pouze byla papežem roku 1677 připsána do martyrologia. Její svátek je slaven 16. listopadu.